# Roztoky (Eslováquia)
Roztoky é um município da Eslováquia, situado no distrito de Svidník, na região de Prešov. Tem 11,26 km² de área e sua população em 2018 foi estimada em 434 habitantes.

## Demografia
| Ano:        | 1994 | 2004    | 2014    | 2024    |
| ----------- | ---- | ------- | ------- | ------- |
| Broj ljudi: | 228  | 276     | 386     | 454     |
| Razlika:    |      | +21,05% | +39,85% | +17,61% |

| Ano:               | 2023 | 2024   |
| ------------------ | ---- | ------ |
| Número de pessoas: | 446  | 454    |
| Diferença:         |      | +1,79% |